# Янгиарык
Янгиарык (узб. Yangiariq) — городской посёлок, административный центр Янгиарыкского района Хорезмской области Узбекистана.

## География
Расположен в 24 км от областного центра — города Ургенч. Расстояние до ближайшего железнодорожного узла — 20 км. 

## Инфраструктура
Основная специализация — производство сельскохозяйственной продукции. В районном центре расположены отделение связи, центральная районная поликлиника, центральная районная библиотека, дом культуры, парк культуры и отдыха, стадион.

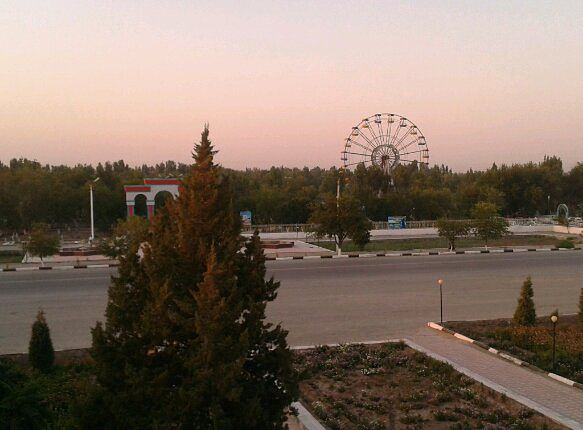
Парк Янгиарыка

В 5 км к юго-западу от Янгиарыка находится мавзолей, возведённый в XVI веке над могилой Шейха Мухтара-Вали, жившего в XIII веке. В 1996 году мавзолей был номинирован на получение статуса Всемирного наследия ЮНЕСКО.
В Янгиарыке с 1971 по 1977 год базировалась футбольная команда «Янгиарык», в 1971 году завоевавшая титул чемпиона Узбекской ССР.